# Scarlet Bomb!
『Scarlet Bomb!』（スカーレットボム）は、2009年10月21日にGloryHeavenからリリースされた美郷あき15作目のシングル。

## 解説
前作「Made in WONDER」から2ヶ月半ぶりのリリースとなる2009年4作目のシングル。初のGloryHeavenレーベルからの発売であり、メインレーベル以外でリリースされた最後のシングルでもある（2013年現在）。
表題曲はテレビアニメ『NEEDLESS』後期オープニングテーマとして使用された。歌詞は劇中に登場するニードレスの特徴を現した暗喩になっている。

## 収録曲
1. Scarlet Bomb! [4:15] 
  - 作詞：畑亜貴、作曲・編曲：飯塚昌明
2. Love Wind [3:48] 
  - 作詞・作曲・編曲：R・O・N
3. Scarlet Bomb! (off vocal)
4. Love Wind (off vocal)

## タイアップ
- テレビアニメ『NEEDLESS』後期オープニングテーマ